# Cyclonephelium compactum
Cyclonephelium compactum is een soort in de taxonomische indeling van de Myzozoa, een stam van microscopische parasitaire dieren. Het organisme komt uit het geslacht Cyclonephelium en behoort tot de familie Aeroligeraceae. Cyclonephelium compactum werd in 1955 ontdekt door Deflandre & Cookson.